# Gouvernement La Marmora I
Royaume de Sardaigne
Cavour II Cavour III
Le gouvernement La Marmora (Governo La Marmora, en italien) est le gouvernement du royaume de Sardaigne entre le 12 juillet 1859 et le 21 janvier 1860, durant la VIe législature.

## Historique

### Président du conseil des ministres
Alfonso La Marmora

### Affaires Etrangères
| Ministre | Giuseppe Dabormida |  |

### Affaires Intérieures
| Ministre | Urbano Rattazzi |  |

### Affaires ecclésiastiques
| Ministre | Vincenzo Maria Miglietti |  |

### Guerre
| Ministre | Alfonso La Marmora |  |

### Finance
| Ministre | Giovanni Battista Oytana |  |

### Travaux publics
| Ministre | Pietro Monticelli |  |

### Education publique
| Ministre | Gabrio Casati |  |